# چاووش ۵

جلد کاست چاووش ۵

چاووش ۵ ، پنجمین مجموعهٔ موسیقی از ۱۲ آلبوم چاووش است. که با صدای شهرام ناظری و هنگامه اخوان و با همکاری گروه شیدا و عارف اجرا شد.
محتوی موسیقایی این آلبوم مرتبط با حوادث و شرایط اجتماعی ایران در زمان وقوع انقلاب اسلامی است.

## شرح
- آواز: شهرام ناظری، هنگامه اخوان
- نوازندگان: گروه شیدا و عارف

### ترانه‌ها
1. موسم گل
2. باز آمدم
3. عاشقی محنت بسیار کشید

## منبع
- جلد اثر